# Michael Rowan-Robinson
Michael Rowan-Robinson (1942) é um astrônomo e astrofísico britânico.
Frequentou o Pembroke College (Cambridge) da Universidade de Cambridge. É professor de astrofísica e até maio de 2007 foi chefe do Astrophysics Group do Imperial College London. De 1981 a 1982 apresentou aulas públicas como professor de astronomia do Gresham College. Aposentou-se  no cargo de presidente da Royal Astronomical Society em 2008.
Recebeu a Medalha e Prêmio Hoyle de 2008 do Institute of Physics por suas pesquisas na faixa infravermelha, astronomia submilimétrica e cosmologia obsetrvacional.
Rowan-Robinson foi orientador da tese de doutorado em astrofísica de Brian May.

## Publicações selecionadas
- The Cosmological Distance Ladder (W.H. Freeman and Company, 1985) ISBN 0-7167-1586-4
- Universe (Longman, 1990) ISBN 978-0-582-04438-8
- Ripples in the Cosmos (A View Behind the Scenes of the New Cosmology)
- The Nine Numbers of the Cosmos (OUP 2001) ISBN 978-0-19-286216-7
- Cosmology (OUP 2004) ISBN 978-0-19-852747-3